# Thomas Kiefer
Thomas Nisbit Kiefer (ur. 25 lutego 1958 w Sharon) – amerykański wioślarz, srebrny medalista olimpijski i trzykrotny medalista mistrzostw świata.

## Kariera
W 1976 zdobył brązowy medal w dwójkach ze sternikiem na mistrzostwach świata juniorów w Villach.
Wystąpił na igrzyskach olimpijskich w Los Angeles w 1984, gdzie osada USA w składzie: Thomas Kiefer, Gregory Springer, Michael Bach, Edward Ives i John Stillings (sternik) zdobyła srebrny medal w czwórkach ze sternikiem. W finale A o 1,64 sekundy przegrali z osadą Wielkiej Brytanii, a o 3,40 sekundy wyprzedzili osadę Nowej Zelandii. Był to jego jedyny start olimpijski.
Ponadto zdobywał brązowe medale w ósemkach na mistrzostwach świata w Monachium (1981), mistrzostwach świata w Hazewinkel (1985) i mistrzostwach świata w Nottingham (1986).
Kształcił się na Northeastern University. Po zakończeniu kariery pracował w firmie przeprowadzkowej, następnie był trenerem wioślarstwa.